# Esther Briz Zamorano
Pour les articles homonymes, voir Briz (homonymie) et Zamorano.
Esther Briz Zamorano, née le 31 janvier 2000 à Saragosse, est une rameuse espagnole.

## Biographie
En 2017, elle devient championne du monde junior en skiff puis championne d'Europe junior l'année suivante.
En 2019, elle bascule dans les compétitions U23. Elle est également championne du monde en aviron de mer et en sprint aviron de plage en deux de couple mixte avec son coéquipier Ander Martín en 2021 et 2022.
En 2023, elle participe au circuit sénior en 2023 en deux de couple avec sa compatriote Aina Cid avec notamment une médaille de bronze aux championnats d'Europe d'aviron 2023. 